# Scrobipalpa brahmiella
Scrobipalpa brahmiella is een vlinder uit de familie tastermotten (Gelechiidae). De wetenschappelijke naam is voor het eerst geldig gepubliceerd in 1862 door Heyden.
De soort komt voor in Europa.